# Glee: The Music Presents the Warblers
Glee: The Music Presents the Warblers is het zevende soundtrackalbum van de personages in de Amerikaanse televisieserie Glee. Het album bevat liedjes die gezongen werden door de andere Glee club uit de serie genaamd "The Warblers". Van de liedjes op dit album zijn al 1,3 miljoen exemplaren verkocht.

## Liedjes
| Nr. | Titel                  | Schrijver(s)                                                                             | Originele Artiest(en)          | Duur |
| --- | ---------------------- | ---------------------------------------------------------------------------------------- | ------------------------------ | ---- |
| 1.  | Teenage Dream          | Lukasz "Dr. Luke" Gottwald, Benjamin Levin, Katy Perry, Bonnie McKee, Max Martin         | Katy Perry                     | 3:40 |
| 2.  | Hey, Soul Sister       | Amund Bjørklund, Espen Lind, Pat Monahan                                                 | Train                          | 3:40 |
| 3.  | Bills, Bills, Bills    | Kevin "She'kspere" Briggs, Kandi Burruss, Beyoncé Knowles, LeToya Luckett, Kelly Rowland | Destiny's Child                | 3:00 |
| 4.  | Silly Love Songs       | Linda McCartney, Paul McCartney                                                          | Wings                          | 3:50 |
| 5.  | When I Get You Alone   | Robin Thicke, Walter Murphy                                                              | Robin Thicke                   | 2:32 |
| 6.  | Animal                 | Tim Pagnotta, Tyler Glenn, Elaine Doty, Chris Allen, Branden Campbell                    | Neon Trees                     | 3:11 |
| 7.  | Misery                 | Jesse Carmichael, Adam Levine, Michael Madden, Sam Farrar, James Valentine               | Maroon 5                       | 3:08 |
| 8.  | Blackbird              | John Lennon, Paul McCartney                                                              | The Beatles                    | 2:20 |
| 9.  | Candles                | Mike Gentile, [Sam Hollander, Cassadee Pope, Dave Katz                                   | Hey Monday                     | 2:51 |
| 10. | Raise Your Glass       | Pink, Max Martin, Shellback                                                              | Pink                           | 3:18 |
| 11. | Somewhere Only We Know | Tim Rice-Oxley, Tom Chaplin, Richard Hughes                                              | Keane                          | 3:04 |
| 12. | What Kind of Fool      | Albhy Galuten, Barry Gibb                                                                | Barbra Streisand en Barry Gibb | 4:08 |
| 13. | Do Ya Think I'm Sexy?  | Carmine Appice, Duane Hitchings, Rod Stewart                                             | Rod Stewart                    | 3:00 |